# Benin City Challenger 1982
Il Benin City Challenger 1982 è stato un torneo di tennis facente parte della categoria ATP Challenger Series nell'ambito dell'ATP Challenger Series 1982. Il torneo si è giocato a Benin City in Nigeria dal 22 al 28 novembre 1982 su campi in cemento.

## Vincitori

### Singolare
Gianni Ocleppo ha battuto in finale  Nduka Odizor con il punteggio di 6–3, 6–3

### Doppio
Hans Kary /  Gianni Ocleppo hanno battuto in finale  Colin Dowdeswell /  Haroon Ismail per walkover